# Giovanni Borgi
Giovanni Borgi, bekannt als Tata Giovanni (* 18. Februar 1732 in Rom; † 28. Juni 1798 ebenda), war ein italienischer Handwerker und Philanthrop.

## Leben
Giovanni Borgi stammt aus bescheidenen Verhältnissen und wurde am 18. Februar 1732 in Rom als Sohn von Pierantonio Borgi (ursprünglich aus Zagarolo) und Dorotea Mondei geboren.  Er heiratete eine Frau namens Vacchier und hatte eine Tochter, Anna Rufina, die im Alter von 18 Jahren mit dem Ruf einer Heiligen starb.
Er arbeitete als Maurermeister und trug unter dem Pontifikat von Papst Pius VI. zum Bau der vatikanischen Sakristei bei. Er war ein Analphabet mit einem offenen und spontanen Charakter, einer schroffen und volksnahen Art und mit einer starken Religiosität.
Sein Name ist mit dem von ihm gegründeten Hospiz von Tata Giovanni verbunden. Nach dem Tod seiner Tochter und seiner Gattin begann er obdachlose Kinder aufzunehmen und sie in einer handwerklichen Tätigkeit auszubilden, damit sie ihren Lebensunterhalt bestreiten konnten. Schon bald wurde die Äbte Fortunato Maria Pinchetti und Michele Di Pietro auf ihn aufmerksam und unterstützten ihn finanziell. Als die Anzahl der Kinder zunahm, wurde ein Gebäude in der Via Giulia gemietet. 1784 kaufte Papst Pius VI. das Gebäude und wurde der Hauptförderer des Hospizes.
Er starb am 28. Juni 1798 in Rom und wurde in der Kirche San Nicola degli Incoronati beigesetzt, wo später von Monsignore Morichini ein Gedenkstein zu seinem Andenken aufgestellt wurde.